# M-4
M-4 (w kodzie NATO Bison) – radziecki strategiczny samolot bombowy dalekiego zasięgu opracowany w biurze konstrukcyjnym Miasiszczewa w 1953. Samolot miał atakować cele w Stanach Zjednoczonych. 

## Historia

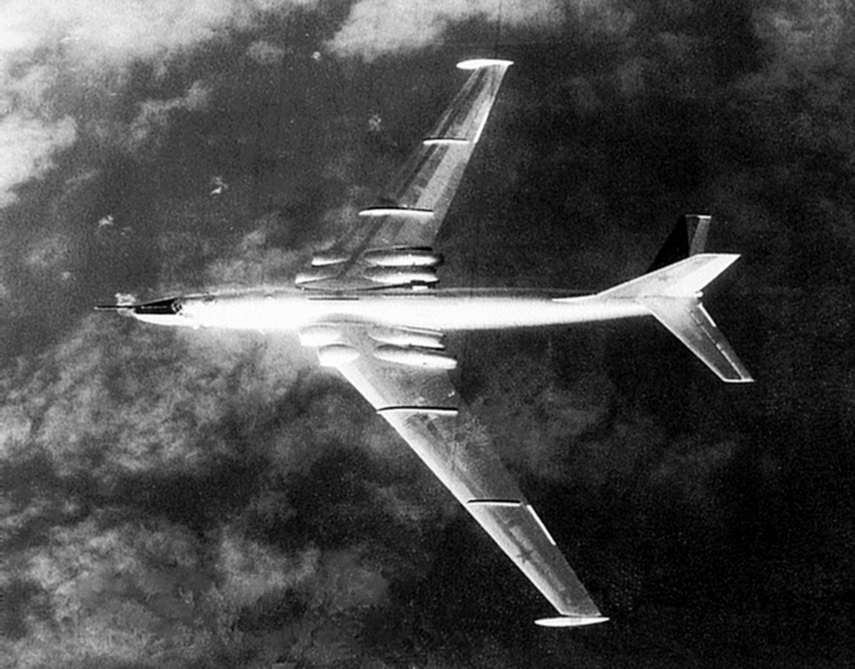
3M w locie, 1968 r.

Doświadczenia wojny koreańskiej pokazały, że w przyszłym ewentualnym konflikcie zbrojnym pomiędzy Związkiem Radzieckim a Stanami Zjednoczonym, bombowce strategiczne wykonujące atomowe bombardowania nad terytorium przeciwnika aby przetrwać będą zmuszone poradzić sobie z szybkimi, odrzutowymi myśliwcami obrony powietrznej. Aby tego dokonać postanowiono zbudować samolot, którego szybkość zapewniłaby mu przetrwanie nad atomowym polem walki. Prace nad nowym strategicznym bombowcem dalekiego zasięgu, którego planowana szybkość miała wynosić około 900 km/h, biuro konstrukcyjne Miasiszczewa OKB-23 rozpoczęło w marcu 1951. Decyzję o budowie nowej maszyny oznaczonej kryptonimem "M" lub też WM-25 podjął osobiście Józef Stalin. Początkowo biuro konstrukcyjne Miasiszczewa nie miało konkurencji, jednak 11 lipca 1951 roku zadanie zbudowania podobnego bombowca otrzymał Andriej Tupolew. Wynikiem zaangażowania Tupolewa w projekt była budowa bombowca Tu-95. Powszechnie znana była silna rywalizacja i niechęć pomiędzy obydwoma konstruktorami (na burcie pierwszego seryjnego egzemplarza Tu-95 widniał napis "Śmierć Miasiszczewowi"). Zaangażowanie samego Stalina w projekt samolotu dało Miasiszczewowi prawie nieograniczone możliwości. Rok po rozpoczęciu prac gotowy był projekt techniczny, w maju 1952 roku rysunki techniczne przekazano do zakładu produkcyjnego a w grudniu tego samego roku gotowy był pierwszy prototyp. Wybudowano trzy prototypy, jeden do prób statycznych na ziemi i dwa do prób w locie.  Pierwszy egzemplarz oblatano 20 stycznia 1953 roku tuż po pierwszym locie podobnej konstrukcji w Stanach Zjednoczonych B-52, lot trwał siedem minut. Samolot po raz pierwszy publicznie zaprezentowano 1 maja 1954 roku podczas defilady pierwszomajowej w Moskwie. Początkowo osiągi M-4 wydawały się być zadowalające, jednak gdy okazało się, że samolot nie byłby w stanie wrócić z misji bombowej nad Stanami Zjednoczonymi postanowiono opracować nowsze wersje samolotu. 

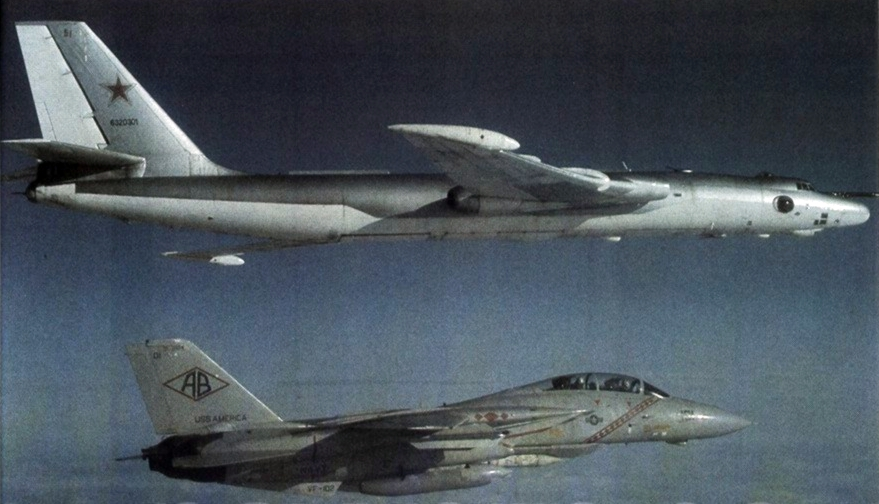
3M przechwycony przez F-14 Tomcat, 1982 r.

Nowa wersja oznaczona 3M a na zachodzie znana jako Bison-B została oblatana w 1955. W wersji tej dla zmniejszenia masy samolotu usunięto 2 z 5 wieżyczek mieszczących działka do samoobrony. Ponieważ nowa wersja samolotu w dalszym ciągu nie była w stanie wykonać uderzenia na Waszyngton i bezpiecznie powrócić do bazy, samoloty tego typu zostały przejęte przez marynarkę wojenną i przystosowane do roli rozpoznawczego samolotu dalekiego zasięgu. Na początku lat 60 do służby weszła wersja Bison-C wyposażona w stację radiolokacyjną. W tym czasie pozostające w służbie samoloty wersji M-4 zostały przebudowane na latające cysterny. Bazując na wersji samolotu cysterny opracowano wersję transportową oznaczoną VM-T, przystosowaną do transportu ładunków o dużych rozmiarach. Wersja ta wykonała swój pierwszy lot w 1981. Do służby weszły dwa samoloty tego typu, a ich wycofanie nastąpiło w 1989. Produkcję samolotów M-4 zakończono w 1963 po wyprodukowaniu 93 sztuk. Ostatni egzemplarz w wersji samolotu cysterny został wycofany ze służby w 1994.

## Konstrukcja
Samolot jest czterosilnikowym, całkowicie metalowym średniopłatem ze skrzydłami o skosie 38°48' i klasycznym usterzeniu. Załogę stanowiło 8 ludzi w wersji M-4 i 7 w wersjach M3. Fotele katapultowały lotników do dołu. Silniki umieszczone są po dwa u nasady skrzydeł. Aby strugi wylotowe z silników nie uszkadzały usterzenia dysze wylotowe ustawione są pod kątem 4° na zewnątrz. Podwozie w układzie jednotorowym składające się z dwóch zespołów po cztery koła umieszczonych jeden za drugim, na końcówkach skrzydeł jednokołowe golenie zapobiegające tarciu płata o ziemie podczas startu i lądowania. Podczas startu pierwsza para kół unosi się do góry zwiększając kąt natarcia w konsekwencji skracając rozbieg samolotu. W konstrukcji płatowca wykorzystano duraluminium. Prototyp w celu zmniejszenia masy maszyny pokryty był stopami magnezu, który o mało co nie doprowadził do katastrofy, jako że miał bardzo niską odporność na wibrację.

## Uzbrojenie
Bomby konwencjonalne lub termojądrowe. Bombowiec w wersji M-4 mógł przenosić maksymalnie 18 000 kg bomb, w wersji 3M 24 000 kg. W bombowcu zamontowane były trzy (cztery w M-4) ruchome wieżyczki strzeleckie, każda z dwoma działkami AM-23 kalibru 23 mm. Działka były zdalnie sterowane.

## Warianty

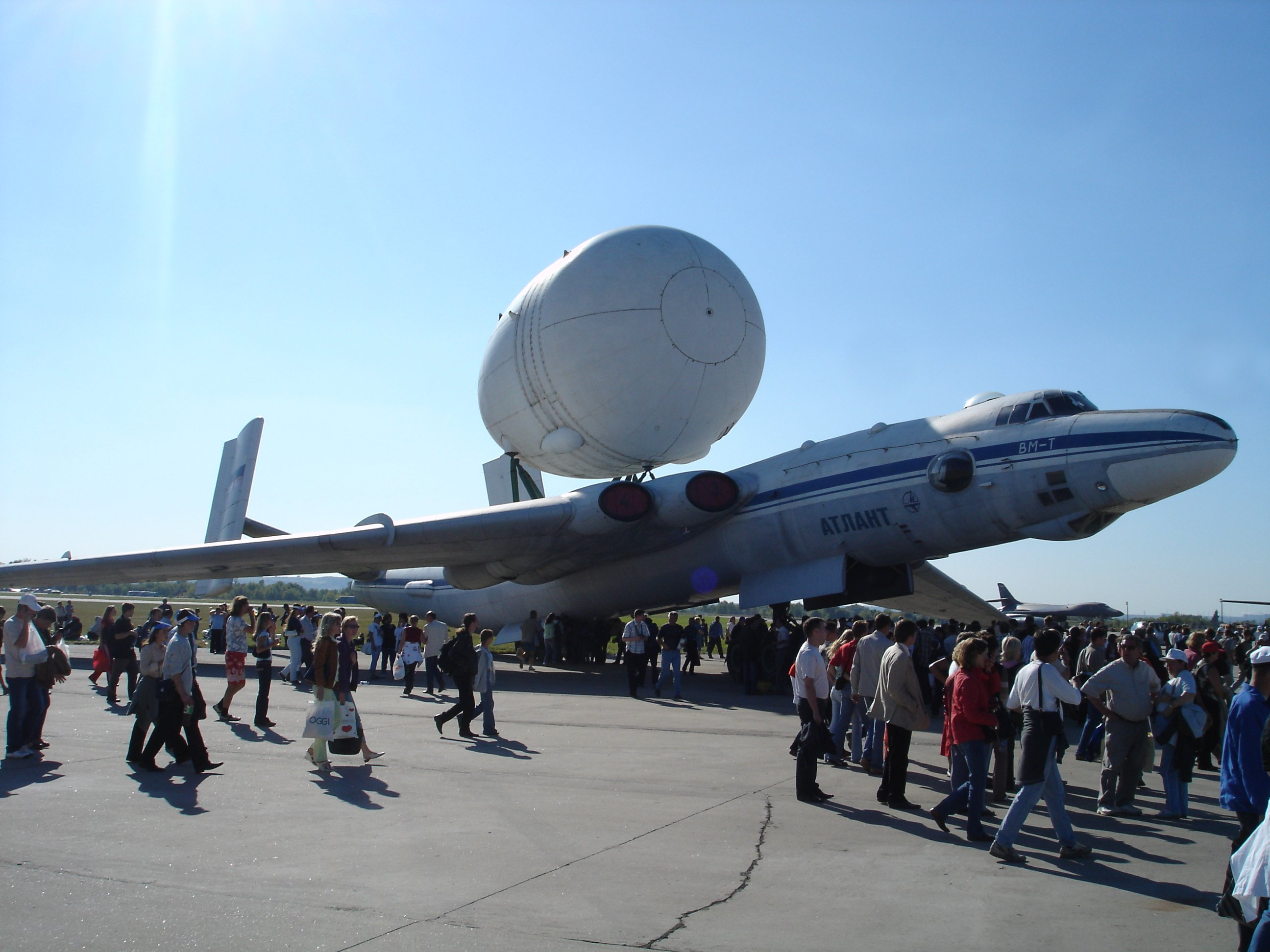
WM-T Atlant

W trakcie eksploatacji zostały opracowane wersje samolotu:
- M-4 Bison-A - pierwszy podstawowy wariant bombowca.
- M-4A - wersja M-4 z systemem uzupełniania paliwa w locie.
- 2M (M-28) - planowany wariant wysokościowy samolotu. Silnik maszyny miały zostać umieszczone na podskrzydłowych wysięgnikach. Pierwotnie miały być to Dobrynin WD-5, kolejno WD-7 a w ostatecznym projekcie WD-7W z komorą dopalacza.
- M-29 - wersja pasażerska, projektowana w 1956 roku dla 200 - 250 pasażerów rozmieszczonych na dwóch pokładach.
- 3M Bison-B - wersja o zwiększonym zasięgu. Do pracy nad tą wersją przystąpiono w 1954 roku, nowy samolot otrzymał nowe silniki WD-7, lżejsze i bardziej ekonomiczne niż dotychczasowe. powiększono zapas zabieranego paliwa wewnątrz samolotu oraz dodano możliwość zabierania dodatkowych dwóch zbiorników podwieszanych pod skrzydłem pomiędzy silnikami. Zmieniono profil płata oraz powiększono jego rozpiętość. Zmniejszono masę samolotu rezygnując z jednej z wieżyczek strzeleckich, zmniejszono załogę z 8 ludzi do siedmiu. Dziób bombowca otrzymał dielektryczną osłonę, za którą umieszczono radar RBP-4. 27 marca 1956 roku dokonano oblotu nowej wersji a 1 maja tego samego roku po raz pierwszy zaprezentowano ją publicznie.
- 3MS - wersja 3M z silnikami RD-3M-500A.
- 3MN - wersja 3M z silnikami WD-7B.
- 3MD Bison-C - wersja 3M z systemem uzupełniania paliwa w locie i silnikami WD-7B.
- 3MR - wersja rozpoznawcza 3M używana przez Radzieckie Lotnictwo Morskie.
- 3MJe - wersja z silnikami WD-7P.
- M-4-2 - latający zbiornikowiec.
- 3MN-2 - latający zbiornikowiec.
- 3MS-2 - latający zbiornikowiec.
- 3MT (WM-T Atlant) - wersja przystosowana do przenoszenia na grzbiecie radzieckiego promu kosmicznego Buran. Wzmocniono kadłub i skrzydła, klasyczne usterzenie zamieniono na układ w kształcie litery H aby uniknąć wpływu wirów powietrznych generowanych przez transportowany na grzbiecie ładunek. Silniki WD-7M.